# Torneo de Buenos Aires 2011
El Torneo ATP 250 de Buenos Aires de 2011 (conocido por motivos comerciales como Copa Claro 2011) fue un evento de tenis perteneciente al ATP World Tour en la serie 250 de esa temporada. Se jugó desde el día 15 hasta el 21 de febrero en el Buenos Aires Lawn Tennis, Argentina.

## Campeones
- Individuales masculinos:  Nicolás Almagro derrota a  Juan Ignacio Chela por 6–3, 3–6, 6–4

- Dobles masculinos:  Oliver Marach /  Leonardo Mayer  derrotan a  Franco Ferreiro /  André Sá por 7–6(6), 6–3